# جو جيرارد
جو جيرارد (بالإنجليزية: Joe Girard) هو كاتب غير روائي أمريكي, ولد في 1 نوفمبر 1928 في ديترويت في الولايات المتحدة, وتوفي بنفس المكان في 28 فبراير 2019.
كما استطاع جو جيرارد عبر سنوات عمله الـ 15 لدى شركة “فورد” أن يحقق رقمًا قياسيًا عالميًا. أدخله موسوعة “جينيس” ببيعه لعدد 13001 سيارة لعملاء أفراد. لم يكن جيرارد حاصلا على شهادة متخصصة في المبيعات, لكنه تعلم بتواجده في معمعة العمل اليومية أنه لا يمكن تعويض الصورة الكلاسيكية لرجل المبيعات. وأصر دائمًا على القول بأن البناء على المبادئ الأساسية للثقة مع العميل, والعمل الدءوب, سيمكنان أي شخص أن يحقق ما وصل إليه هو.

## الحياة المبكرة
كان جيرارد ابنًا لأنتونينو جيراردي, وهو رجل فقير للغاية من أصل صقلي وزوجته, جريس ستابيل, ربة منزل. بدأ جيرارد العمل منذ سن مبكرة. بعد أن ترك المدرسة الثانوية, بدأ العمل كصبي ماسح أحذية, ثم عمل كبائع جرائد في صحيفة ديترويت فري برس, وغسالة أطباق, وصبي توصيل, ومجمع مواقد, ومقاول بناء منازل.

## الحياة المهنية
دخل جيرارد, الذي كان يبلغ من العمر 35 عامًا آنذاك, إلى وكالة بيع سيارات في ديترويت وتوسل إلى مدير مبيعات متشكك للحصول على وظيفة كبائع. قام ببيع سيارة في يومه الأول, وبحلول الشهر الثاني كان أداؤه جيداً لدرجة أن بعض البائعين الآخرين اشتكوا منه, مما أدى إلى طرده من العمل. وظيفته التالية كانت في شركة Merollis Chevrolet في إيستبوينت, ميشيغان. هناك, حقق أرقام مبيعات متتالية على مدى فترة 15 عامًا. ثم أصبح مؤلفًا ومتحدثًا عامًا, مستخدمًا الكتب والعروض التقديمية الشخصية لمشاركة تقنيات المبيعات الخاصة به. تقاعد في سن 49 عامًا, بعد أن حقق رقمًا قياسيًا في بيع 13001 مركبة. لا يزال يحمل الرقم القياسي العالمي لموسوعة غينيس لأكبر عدد من السيارات المباعة.
كما هو موضح في كيفية بيع أي شيء لأي شخص, قرر جيرارد في وقت مبكر من حياته المهنية في مجال المبيعات اعتماد اسم "جيرارد" لأغراض تجارية كطريقة لتجنب المواجهات بسبب عرقه أو فقدان العملاء الذين قد يكونون متحيزين ضد الصقليين والإيطاليين.
ظهر جيرارد في برنامج What's My Line؟ في عام 1974 و "قول الحقيقة" ‏ في عام 1973.
توفي جيرارد في 28 فبراير 2019, بسبب مضاعفات طبية بعد السقوط.

## من مؤلفاته
- كيف تبيع أي شيء لأي انسان.[8]

## الجوائز والأوسمة
تشمل الجوائز التي حصل عليها جيرارد جائزة Golden Plate من الأكاديمية الأمريكية للإنجاز, وتم ترشيحه لجائزة Horatio Alger من قبل الدكتور نورمان فينسنت بيل الراحل والمرحوم لويل توماس.
في عام 2001, تم إدخاله إلى قاعة مشاهير السيارات ‏.

## وصلات خارجية
- الموقع الرسمي